# Donje Brijanje
Donje Brijanje (em cirílico: Доње Бријање) é uma vila da Sérvia localizada no município de Leskovac, pertencente ao distrito de Jablanica, na região de Jablanica. A sua população era de 1278 habitantes segundo o censo de 2002.

## Demografia
| 1948  | 1953  | 1961  | 1971  | 1981  | 1991  | 2002  | 2011  |
| ----- | ----- | ----- | ----- | ----- | ----- | ----- | ----- |
| 1 526 | 1 604 | 1 639 | 1 682 | 1 673 | 1 620 | 1 487 | 1 278 |